# Ulrich Büchel

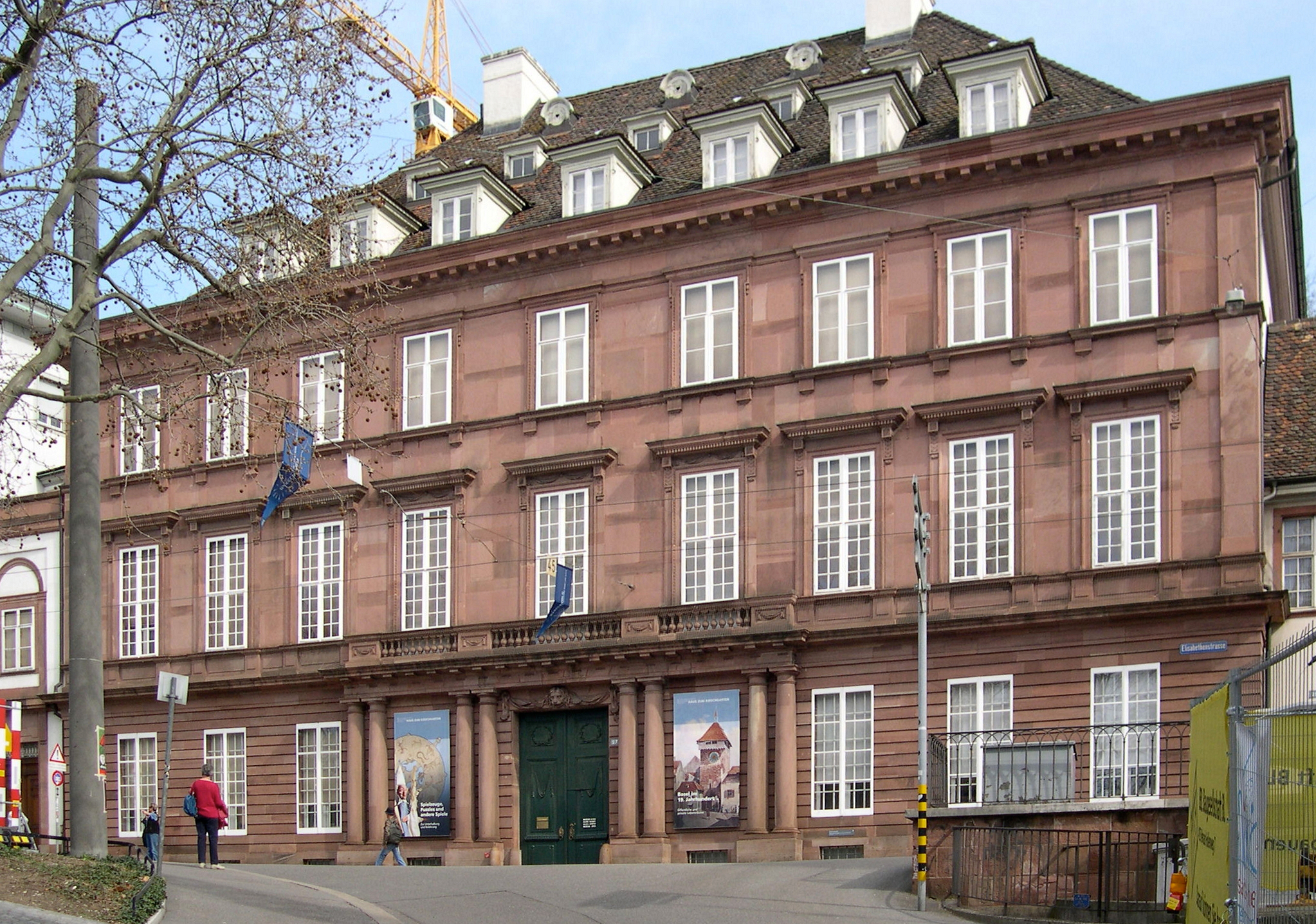
Haus zum Kirschgarten, Basel

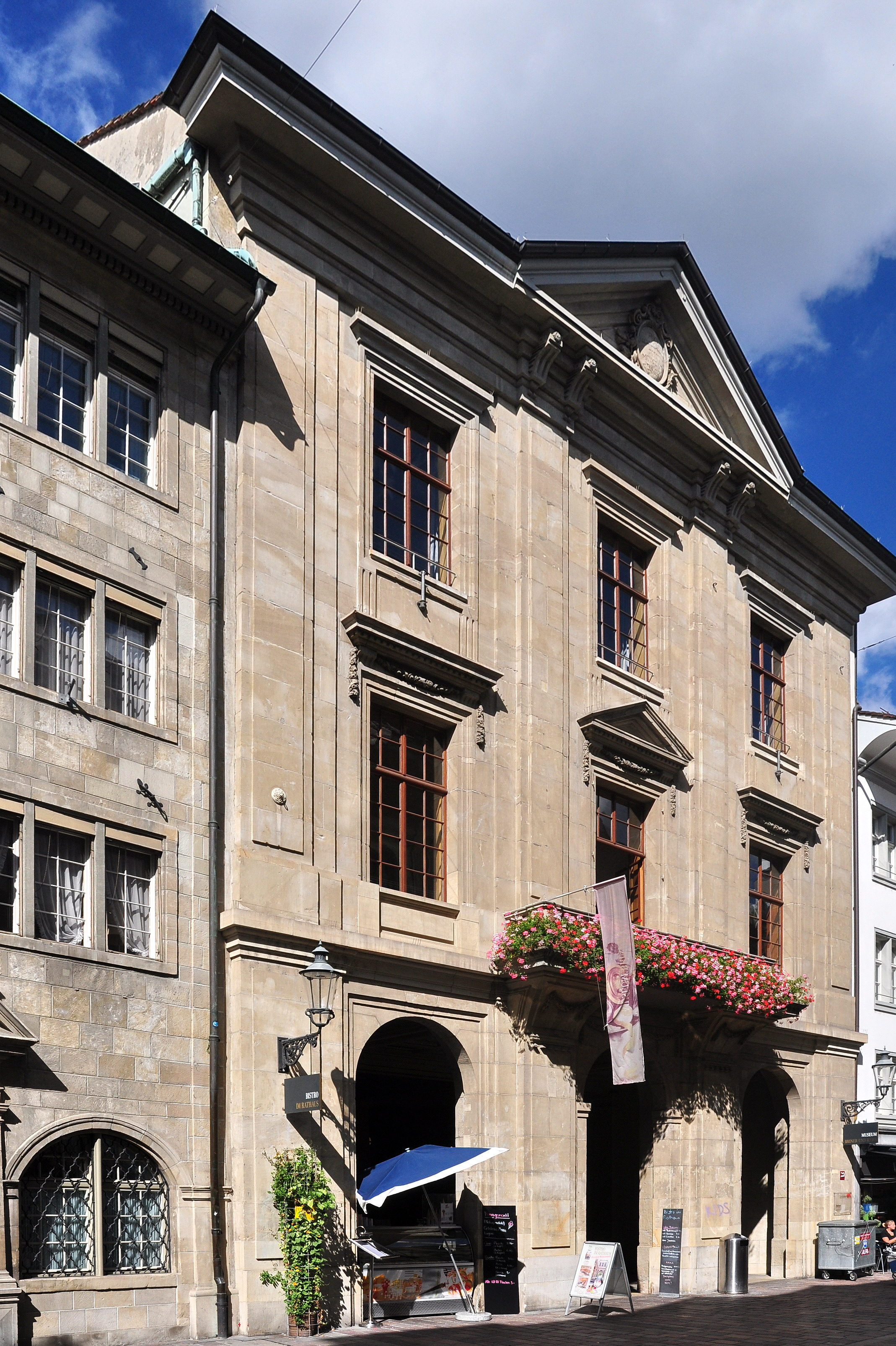
Rathaus Winterthur

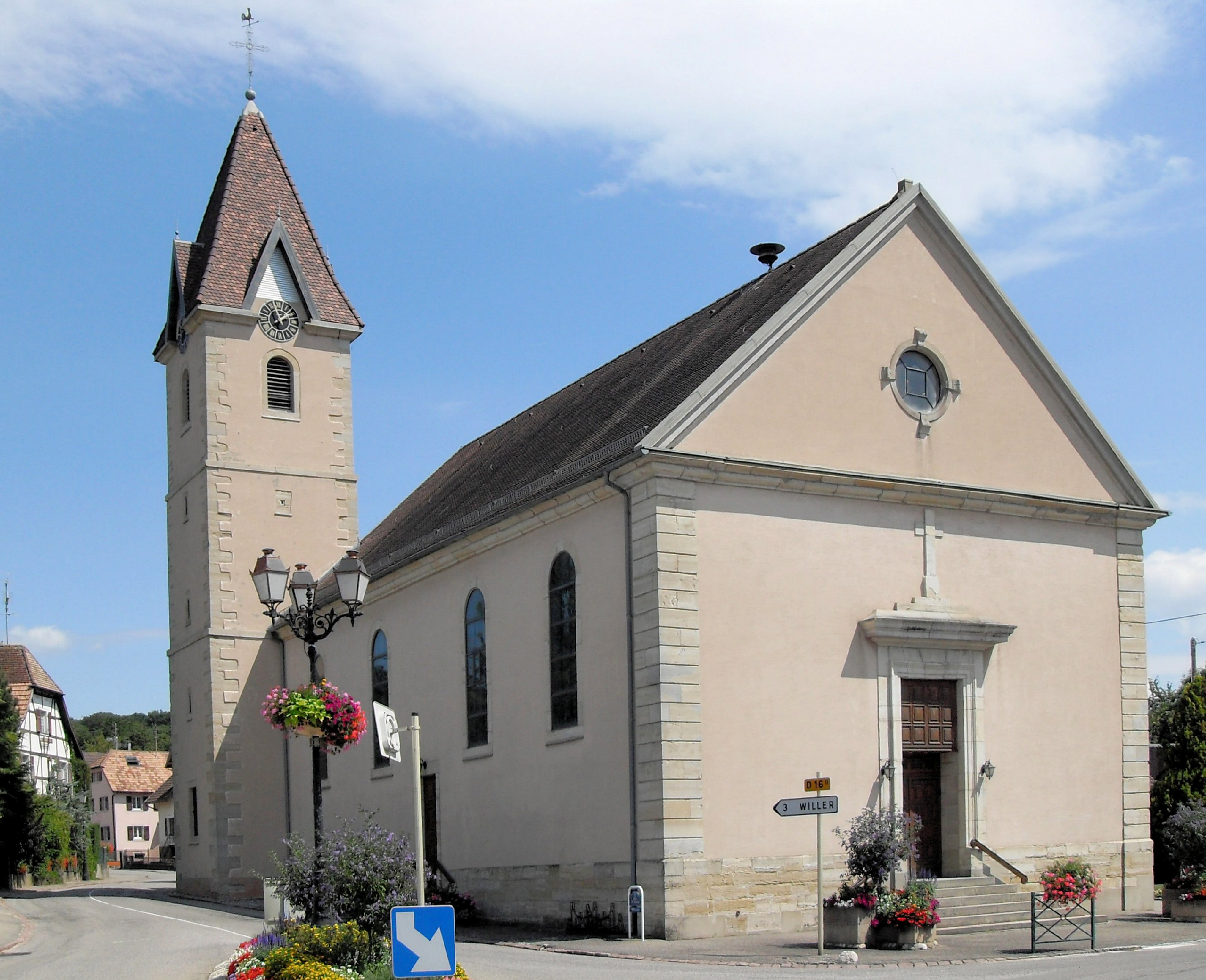
Pfarrkirche Grentzingen

Johann Ulrich Büchel (* 27. Dezember 1753 in Basel; † 23. Dezember 1792 ebenda) war ein Schweizer Baumeister des Spätbarock und Frühklassizismus sowie Zeichner und Radierer. Neben Johann Jacob Fechter (1717–1797) und Samuel Werenfels (1720–1800) gilt er als einer der bedeutendsten Baumeister der Stadt Basel im 18. Jahrhundert.

## Leben
Ulrich Büchel war der Sohn des Steinmetzes Daniel Büchel und ein Grossneffe des Basler Bäckers, Grossrates, Malers und Zeichners Emanuel Büchel. Nach einer Steinmetzlehre in Basel, die er wahrscheinlich im Betrieb seines Vaters absolvierte, bestand er 1775 auch die Meisterprüfung. Zwei Jahre später heiratete er Anna Maria Fatio. 1789 wurde er Sechser der Spinnwetternzunft (also Mitglied des erweiterten Vorstandes, damit Grossrat), später Oberstwachtmeister.
Es wird vermutet, dass der Architekt Achilles Huber (1776–1860) seinen ersten Unterricht bei Büchel erhalten haben könnte.

## Werk
- 1775: Eingangshalle des Hauses zum Goldenen Löwen, Basel (nicht erhalten)
- 1775–80: Haus zum Kirschgarten, Basel; das für den damals 25-jährigen Basler Seidenbandfabrikanten Johann Rudolf Burckhardt erbaute Geschäfts- und Wohnhaus gilt als das vornehmste Bürgerpalais in der Stadt
- 1787: Gartenpavillon des Landgutes Bellevue vor dem St.-Johann-Tor, Basel (Zuschreibung, nicht erhalten)
- 1781–84: Rathaus in Winterthur
- 1782: Pfarrkirche von Grentzingen im Elsass

Büchel verfertigte auch zahlreiche Aquarelle, Gouachen, Federzeichnungen, Radierungen und Aquatintadrucke. Dargestellt hat er Architekturen, Landschaften und Entwürfe von Bühnenbildern.